# Parco nazionale Ku-Ring-Gai Chase
Il Parco nazionale Ku-ring-gai Chase (o più semplicemente Ku-ring-gai) è un parco nazionale australiano, situato circa 35 km a nord del centro di Sydney istituito nel 1967.
Il nome deriva da quello dato alla popolazione indigena australiana del Nuovo Galles del Sud da John Fraser nel 1892, Kuringgai (o Ku-ring-gai, o Guringai).

## Territorio
La collocazione geografica è posta su un'area peninsulare, con un'unica via di accesso a pagamento per i mezzi motorizzati. Si trova dislocato tra fiordi, e gode di splendide vedute dalle scogliere di arenaria a picco sul mare su Scotland Island, oltre che di passeggiate nella foresta, su un'area collinosa relativamente semplice da percorrere.
In particolare, l'area del parco segue il percorso del fiume Hawkesbury, fino alla foce.
Le formazioni geologiche datano all'epoca del triassico e del giurassico, le rocce più antiche sono costituite dalle argille e le arenarie di Narrabeen.

## Storia

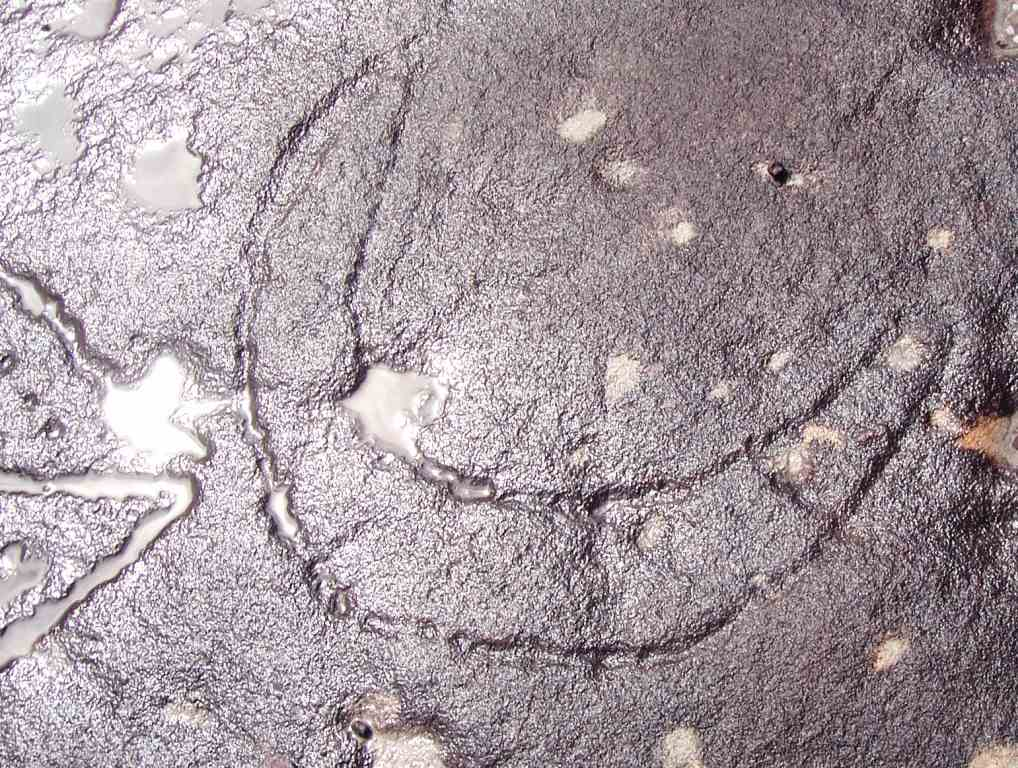
Petroglifo

Il parco suscita un notevole interesse dal punto di vista culturale, infatti fa parte dell'importante patrimonio della Cultura australiana aborigena. Le tracce qui ritrovate attestano la presenza degli aborigeni australiani già a partire da 7400 anni fa. Il territorio del parco era popolato da due clan locali: il popolo di Garrigal, insediatosi nell'area circostante Broken Bay, e i Terramerragal, che occupavano una zona intorno alla zona di Turramurra. Delle popolazioni restano alcune pitture e incisioni rupestri datate circa 600 anni fa, e alcune disposizioni di pietre che testimoniano i luoghi di sepoltura e di lavoro degli aborigeni.
Nel XIX secolo, l'area oggi adibita a parco venne sfruttata dai colonizzatori europei per la produzione del legname e la costruzione di imbarcazioni. Venne anche sfruttato per l'estrazione di materie prime da cui ricavare carbonato di sodio, sale e calce di conchiglie.
Il Parco nazionale Ku-Ring-Gai Chase nasce il 1º ottobre 1967.
Dal 15 dicembre 2006 il parco fa parte della Australian National Heritage List, una lista prestigiosa dei luoghi di interesse da tutelare che applica i principi dell'Environment Protection and Biodiversity Conservation Act del 1999, l'atto con cui si dichiararono le aree di protezione ambientale in Australia.

## Monumenti e luoghi d'interesse
All'interno del parco si trovano antiche incisioni rupestri.

## Flora

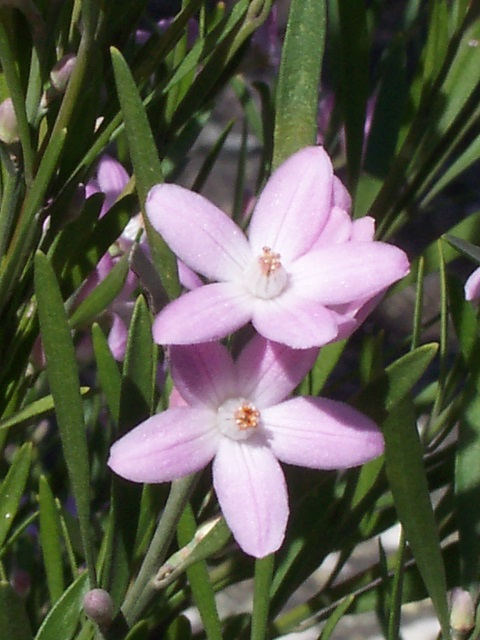
Eriostemon australasius

Sono presenti parecchi tipi diversi di piante, alcune endemiche come l’Hardenbergia violacea.

## Fauna

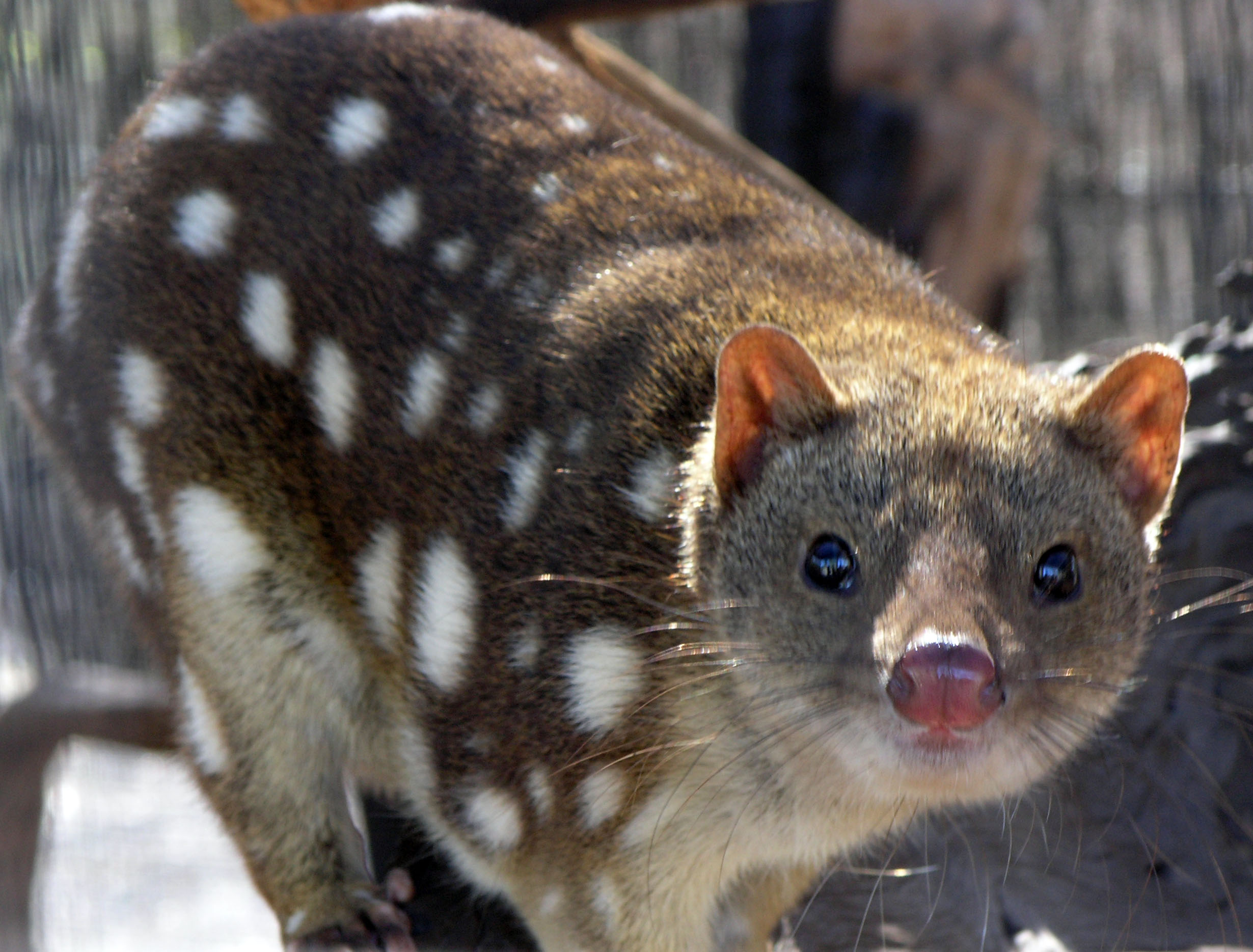
Quoll maculato

All'interno del parco vive un'importante popolazione di pipistrelli, per la cui conservazione si è costituita una società, la "Ku-ring-gai Bat Conservation Society". La Municipalità di Ku-Ring-Gai dà anche un contributo per il mantenimento delle aree utili alle loro conservazione.
Tra le specie autoctone più importanti figurano: il Miniopterus schreibersii oceanensis, il koala, il quenda, il quoll maculato. Vivono nel parco nazionale anche 100 specie di lepidotteri e di farfalle.

## Aree attrezzate

### Bobbin Head
A Cowan Creek si trova questa area attrezzata con negozietto, baia, area picnic, centro informazioni e un ristorante aperto a mezzodì.
In quest'area è possibile fare una passeggiata tra le mangrovie.

### Appletree Bay
Un'area attrezzata con spazio barbecue, picnic, scivolo di varo per le barche, parcheggio.

### The Basin
Un'area famosa per i picnic con una piccola spiaggia, Pittwater. Campeggio permesso.

### West Head
Punto panoramico.

### Barrenjoey
Barrenjoey è una località di Palm Beach raggiungibile dal parco solo attraversando 1 km d'acqua in località Pittwater. Sono degni di nota un museo e il faro.

### La Sfinge

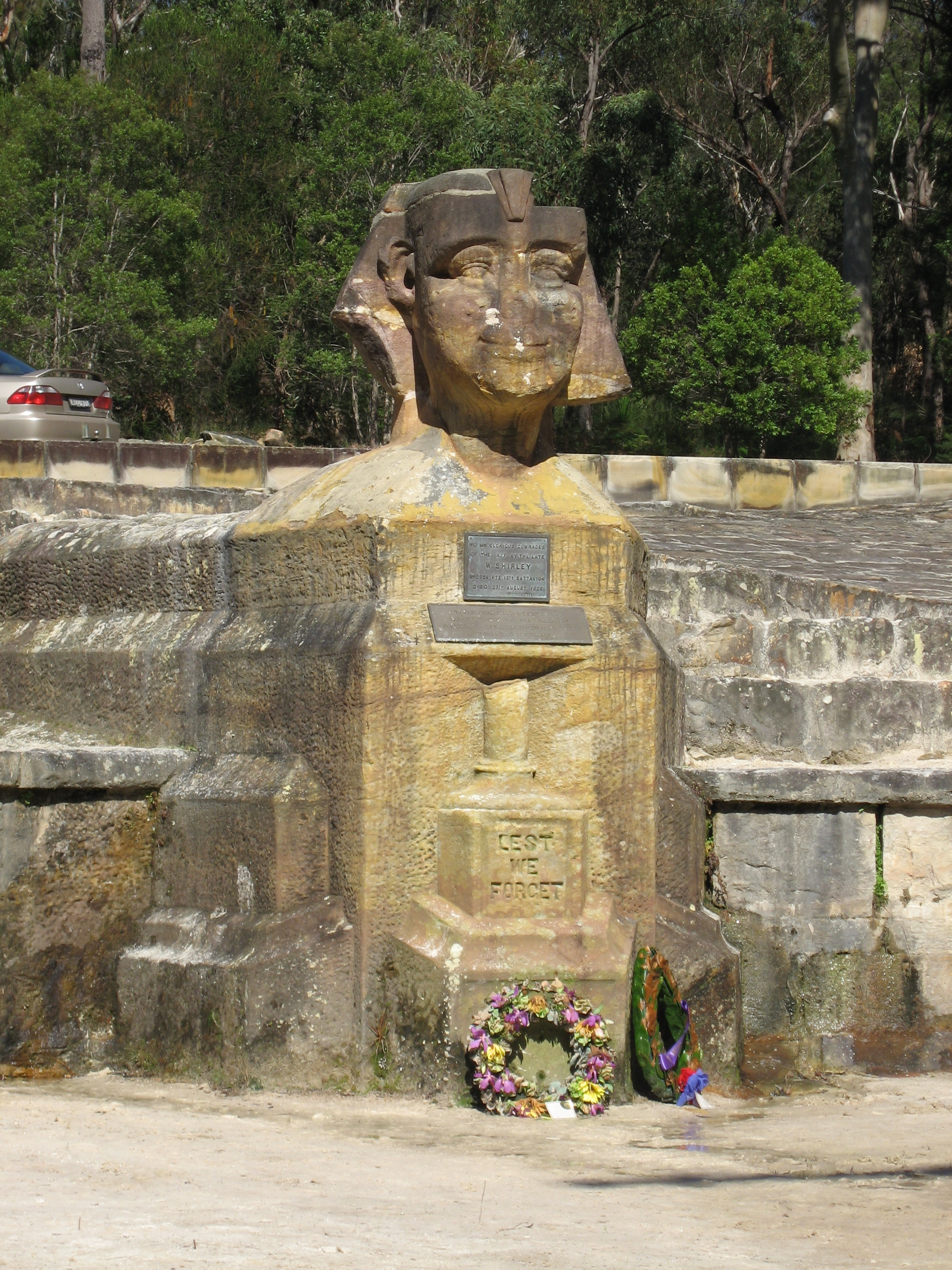
Memoriale della Sfinge

Il memoriale per i caduti della prima guerra mondiale raffigurante una sfinge è raggiungibile con una godibile passeggiata.

### Cottage Point
Un cottage con attracco per le barche costruito nel 1918 si trova all'imbocco dell'insenatura "Coal and Candle Creek".